# Heat and Sunlight
Pour plus de détails, voir Fiche technique et Distribution.
Heat and Sunlight est un film américain réalisé par Rob Nilsson, sorti en 1987.

## Fiche technique
- Titre : Heat and Sunlight
- Réalisation : Rob Nilsson
- Scénario : Rob Nilsson
- Photographie :  Tomas Tucker
- Montage :  Henk Van Eeghen
- Musique : Mark Adler et Michael Small
- Producteur :  Hildy Burns, Steve Burns
- Producteur exécutif :  Gregory A. Friedman
- Sociétés de production :  New Front Films, Snowball
- Société de distribution :  Silverlight Pictures (États-Unis)
- Pays de production :  États-Unis
- Genre : Film dramatique
- Format : Noir et blanc — 1,85:1 — Son : Mono
- Durée : 98 minutes (1 h 38 min)
- Dates de sortie : 
  - Canada : 17 septembre 1987 (Festival international du film de Toronto)
  - États-Unis : janvier 1988 (U.S. Film Festival) | 1er novembre 1988 (sortie nationale)
  - Suède : 31 janvier 1989 (Festival international du film de Göteborg)
  - Russie : 29 juin 2011 (Festival international du film de Moscou)

## Distribution
- Rob Nilsson : Mel Hurley
- Consuela Faust : Carmen
- Don Bajema : Mitch
- Ernie Fosselius : Bobby
- Bill Bailey : Barney
- Bill Ackridge : un vendeur
- Lester Cohen : un vendeur
- Bob Elrons : un vendeur
- Burns Ellison : un vendeur
- Dan Leegant : un vendeur
- Herb Mills : un vendeur
- Richard A. Rohieder : un vendeur
- Russell Murphy : Adam
- Raven De La Croix : Raven De La Croix
- Johnny Tidwell : le garde du corps de Raven
- Charles Webb : MC
- David Schickele : l'esprit de l'anniversaire
- Randolph Crook : le batteur
- Rahni Raines : un chanteur
- Anisa Gamal : une chanteuse
- Daniel F. Hohmann : le barman
- Suzanne McCabe : la serveuse
- Cody Bear : Cody
- Elvin Case : un client
- Armen Bali : Tosca
- Roso Cassano : Tosca
- Vera Post : Tosca

## À noter
- Le film a été tourné en 1985 à San Francisco.

## Récompenses et distinctions
- Grand prix du jury au Festival du film de Sundance
- Nomination pour l'Independent Spirit Award du meilleur film